# Aleksandr Savin

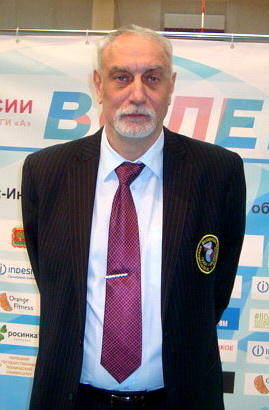
Imagem de Aleksandr Savin.

Aleksandr Savin foi um dos maiores jogadores de vôlei de todos os tempos, ganhando uma medalha de ouro com a União Soviética na década de 1980, nas Olimpíadas de Moscou.
Aleksandr Savin aprendeu a jogar vôlei em tenra idade e foi rapidamente chamado para várias equipes nacionais. Seu estilo era de um atacante vigoroso, auxiliado por uma grande capacidade de impulsão e um talento especial para ler os bloqueios opostos.
Quando ele tinha 19 anos, era a jovem estrela, que deveria ter ajudado a União Soviética a retomar à coroa olímpica que havia perdido em 1972. Os soviéticos dispararam para a final sem perder um set, no entanto, o ouro escapou deles quando viram a Polônia vencer por 2-1.
Porém a equipe soviética vingou a derrota, chegando ao título do Campeonato Mundial de Voleibol de 1978. Os soviéticos derrotaram a Itália na final e entraram nos Jogos Olímpicos de 1980 em Moscou como favoritos. E triunfaram novamente, desta vez sobre a Bulgária, na final olímpica. Dois anos depois, eles mantiveram a sua coroa mundial.
Em 1984, o boicote soviético, dos Jogos Olímpicos de Los Angeles e viu os titulares renunciarem ao seu título para os Estados Unidos, que dominou o vôlei nos anos que se seguiram.